# Paul Storm

Einsamer Baum; Öl auf Leinwand

Paul Heinrich Ferdinand Storm (* 29. Januar 1880 in Hamburg; † 10. Februar 1951 ebenda) war ein deutscher Maler.

## Leben
Paul Storm wurde als Sohn des Malermeisters Heinrich Storm in Hamburg geboren. Dieser betrieb mit einem Partner die Firma für Dekorationsmalerei Storm & Röseler in der Grindelallee 108 in Hamburg-Rotherbaum und hatte spätestens 1899 ein Haus am Weg beim Jäger 85 in Hamburg-Groß Borstel. Paul Storm besuchte die Oberrealschule vor dem Holstentor. Am 30. Oktober 1902 immatrikulierte er sich an der Königlichen Akademie der Bildenden Künste in München und studierte bis 1909 bei Carl von Marr Malerei, eine Zeit davon als Meisterschüler. Zwischenzeitlich studierte er im Sommersemester 1906 an der Kunstakademie in Dresden bei Carl Bantzer, der ihn in dieser Zeit in die Willingshäuser Malerkolonie einführte. Storm malte in dem Jahr dort „sehr feine intime“ Landschaftsgemälde.
Nach dem Studium war Paul Storm ab 1909 in Hamburg als Kunstmaler tätig. Ab 1910 hatte er ein Atelier in der Straße Raboisen 40 in Hamburg-Altstadt. Als Wohnadresse ist im Hamburger Adressbuch von 1911 bis 1920 die Straße Grindelallee 108 aufgeführt. 1911 war er bereits Mitglied des Kunstvereins in Hamburg. Er zeichnete 1911 zudem den Maler Wilhelm Mann (1882–1957), der ihn auch zeichnete. Beide Zeichnungen befanden sich in der Sammlung von Ernst Rump, in dessen 1912 erschienenen Künstlerlexikon beide Künstler aufgenommen wurden. Ab 1912 hatte Storm sein Atelier in der Großen Theaterstraße 28 in Hamburg-Neustadt. Zudem wurde er 1912 Mitglied des Hamburger Künstlervereins. Ab 1914 befand sich sein Atelier an der Esplanade 6, ab 1916 in der Beneckestraße 22 in Hamburg-Rotherbaum. Im Ersten Weltkrieg gehörte er dem Landsturm an. 
Neben seiner Tätigkeit als Kunstmaler unterrichtete er später eine Zeit lang als Gewerbelehrer für Modezeichnen in Altona. Ab 1931 wohnte und arbeitete er im ehemaligen Haus seines Vaters im Weg beim Jäger 85 in Hamburg-Groß Borstel. Drei unverheiratete Schwestern und seine Lebensgefährtin Charlotte West wohnten dort ebenfalls. In dieser Zeit wurde das Haus in Groß Borstel allgemein auch als Hexenhaus bezeichnet. Von 1927 bis 1930 und von 1935 bis 1938 hielt Paul Storm sich oft in den Sommermonaten in der Willingshäuser Malerkolonie auf. 1939 erlitt er einen Schlaganfall und war fortan gelähmt. Nach dem Ableben seiner drei Schwestern, die bisher eine Heirat zu verhindern wussten, heiratete er 1947 Charlotte West, die ihn von 1939 bis an sein Lebensende 1951 pflegte. Ein Jahr zuvor, 1950 trat er noch der Hamburgischen Künstlerschaft bei.
1956 zog Charlottes Neffe Georg West mit in das Haus und kümmerte sich um sie bis zu ihrem Ableben 1988. Er erbte ein Teil der Werke seines Onkels. Eine Gedenkveranstaltung zum 60. Todestag des Groß Borsteler Malers Friedrich Schaper veranlasste ihn 2016 zum Andenken seines Onkels und seiner Tante dem Kommunal-Verein von 1889 zu Groß-Borstel r.V. vier Gemälde seines Onkels zu schenken. Seit 2017 hängen diese im Stavenhagenhaus in Hamburg-Groß Borstel, ein Selbstporträt, ein Gemälde mit dem Titel Im Gehölz, ein Gemälde, das im Inneren des Hauses im Weg beim Jäger gemalt wurde und ein Gemälde, das den Garten zeigt. Paul Storm ist auch mit Werken im Freilichtmuseum Hessenpark vertreten.
Paul Storm signierte seine Gemälde meist mit P. Storm, ohne Zeitangabe, Zeichnungen, wie die in der ehemaligen Sammlung von Ernst Rump, auch mal mit Paul Storm und mit Zeitangabe. Einige unsignierte Arbeiten, wie zum Beispiel Skizzen und Studien, wurden auch auf der Rückseite von seiner Frau Charlotte Storm ihm zugeschrieben. Seine Werke sind teilweise vom Jugendstil oder vom Impressionismus beeinflusst. Er schuf unter anderem  Exlibris, Landschaftsgemälde, Porträts, Akte, Genregemälde, Interieurs und Stillleben. Neben den Gemälden aus der Willingshäuser Malerkolonie, München und Hamburg entstanden auch Gemälde in Schleswig-Holstein und auf Sylt.

## Ausstellungen (Auswahl)
Einzelausstellungen
- 1911: Exlibris Paul Storm, Museum für Hamburgische Geschichte

Beteiligungen
- 1910: III. Graphische Ausstellung des Deutschen Künstlerbundes, Galerie Commeter, Hamburg – 2 Zeichnungen: Rococo-Fräulein, Klagendes Prinzlein[11]
- Oktober 1910: Kunstverein in Hamburg[12] – 11 Ölgemälde[13] darunter Porträt des Vaters und In Betrachtung
- 1913: Ausstellung Werke Hamburger Künstler, veranstaltet vom Kunstverein in Hamburg – 3 Gemälde[14]
- 1914: Ausstellung Werke Hamburger Künstler, veranstaltet vom Kunstverein in Hamburg – 2 Gemälde[15]
- 1916: Hamburger Künstlerverein, Kunstverein in Hamburg, im Johanneum am Speersort – 2 Ölgemälde und 2 Aquarelle[16]
- 1917: Sonderausstellung des Hamburger Künstlervereins, Kunstverein in Hamburg – 2 Ölgemälde und eine Zeichnung[17]
- 1918: Sonderausstellung des Hamburger Künstlervereins, Kunstverein in Hamburg – 3 Ölgemälde und 4 Zeichnungen[18]
- 1919: Ausstellung des Hamburger Künstlervereins, Kunstverein in Hamburg – 2 Ölgemälde und 4 Zeichnungen[19]
- 1919: Juryfreie Kunstausstellung, Hamburger Kunsthalle
- 1920: Hamburger Künstlerverein, Hamburger Kunsthalle
- 1930: Jahresausstellung des Hamburger Künstler-Vereins im Kunstverein in Hamburg – Ölgemälde Hessischer Hof[20]
- 1932: Hundert-Jahr-Ausstellung des Hamburger Künstlervereins in der Hamburger Kunsthalle – Ölgemälde Dünen auf Sylt[21]
- 1937: Kunstverein in Hamburg
- 1938: Kunstverein in Hamburg
- 1947: Kampen, Sylt